# Pirenejsko-mozarapski jezici
Pirenejsko-mozarapski jezici, skupina zapadnoromanskih jezika koji se govore na području Španjolske. Jedina dva člana su aragonski jezik iz Aragonije i nestali mozarapski koji čine posebne podskupine, pirenejsku i mozarapsku. 2.000.000 govornika (1994).

## Vanjske poveznice
- Ethnologue (14th)
- Tree for Pyranean-Mozarabic[neaktivna poveznica]